# Stênio
Pour les articles homonymes, voir Zanetti.
Ne doit pas être confondu avec Sténio.
Stênio Zanetti, né le 5 avril 2003 à Poços de Caldas, est un footballeur brésilien qui joue au poste d'ailier à l'América Mineiro en prêt de Karpaty Lviv.

## Biographie

### Carrière en club
Né à Poços de Caldas au Brésil, Stênio Zanetti est formé par le Cruzeiro Esporte Clube, où il commence sa carrière professionnelle,,,.
En août 2021, il est prêté au Torino FC, pour jouer en championnat Primavera, avec une option d'achat qui n'est finalement pas activée,.
Lors de la saison 2022, son équipe remporte le championnat brésilien de deuxième division, et est ainsi promue en première division,,.

### Carrière en sélection
En décembre 2022, Stênio Zanetti est convoqué pour la première fois avec l'équipe du Brésil des moins de 20 ans à l'occasion du championnat sud-américain,. Il est régulièrement titulaire lors de la compétition.

## Palmarès
Cruzeiro EC
- Championnat du Brésil D2
  - Champion en 2022